# Пшецлав
Пшецлав (пољ. Przecław) град је у Пољској у Војводству поткарпатском. По подацима из 2012. године број становника у месту је био 1682.

## Становништво
| 2012. |
| ----- |
| 1.682 |